# Всемирный Хорватский конгресс
Всемирный Хорватский конгресс (хорв. Hrvatski svjetski kongres, англ. Croatian World Congress) — неправительственная, международная, некоммерческая и беспартийная организация хорватского народа.
Аббревиатура на хорватском языке — HSK,  на английском — CWC, на русском — ВХК.
Компания была основана в начале июля 1993 года, ее штаб-квартира находится в Нью-Йорке.
С июня 1998 года является членом Организации Объединенных Наций с правом совещательного голоса.
По состоянию на февраль 2008 года ВХК является сильнейшей всемирной организацией, представляющей хорватский народ.
В 2011 году ВХК была зонтичной ассоциацией хорватских эмигрантов, деятельность которой охватывала хорватские национальные конгрессы из 30 стран.

## История
Секретарем Инициативного комитета по созданию Всемирного хорватского конгресса был Никола Киригин. Когда в 1993 году был основан Всемирный хорватский конгресс, Киригин стал первым его президентом.

## Цели и работа
Основной задачей ВХК является создание единой сети, объединяющей всех хорватов, хорватские объединения и учреждения за рубежом. Основная цель — продвигать и поддерживать их работу, а также обеспечивать преемственность и развитие религиозного, духовного, культурного, социального и спортивного наследия хорватов во всем мире. С этой целью ВХК стремится укреплять солидарность между хорватскими общинами в мире, обеспечивать права, положение и интересы хорватов и хорватских общин и защищать их там, где они нарушаются или отрицаются, представлять и действовать от имени общин и ассоциаций-членов ВХК в правительственных, межправительственных и других иностранных и отечественных учреждениях по вопросам, которые касаются хорватов в целом, и сотрудничать со всеми странами на основе всеобщих идеалов демократии, мира, свободы и справедливости. Эта организация в равной степени направляет свою работу как на хорватов на родине, так и на хорватов в диаспоре.
Члены ВХК работают на добровольной основе.
ВХК осуществляет свою деятельность на глобальном и национальном уровнях через рабочие комитеты: Комитет гуманитарной помощи, Комитет по реконструкции и инвестициям, Комитет по культуре и спорту, Комитет по образованию и связям с родиной, Комитет по содействию и информации, Комитет по возвращению и иммиграции и Комитет по делам молодежи.
Среди наиболее значимых проектов, инициированных ВХК, следует выделить Хорватские всемирные игры.